# JS Kabylie
Jeunesse Sportive de Kabylie (JS Kabylie) je alžírský fotbalový klub, hrající Championnat National. Sídlí ve městě Tizi-Ouzou. Je to dosud nejlepší alžírský tým. Dříve se jmenoval JS Kawkabi (1974 - 77) a JE Tizi-Ouzou (1977 - 89). Jejich barvy jsou žlutá a světle zelená. Hrají na hřišti Stade 1er Novembre s kapacitou 15 000 míst.
Zdroje:
http://en.wikipedia.org
https://web.archive.org/web/20020805105457/http://www.lnf.org.dz/

## Ocenění
- Superpohár CAF: 1

1982
- Africký Pohár mistrů: 2

1981, 1990
- Africký Pohár vítězů pohárů: 1

1995
- Pohár CAF: 3

2000, 2001, 2002
- Alžírská liga: 14

1973, 1974, 1977, 1980, 1982, 1983, 1985, 1986, 1989, 1990, 1995, 2004, 2006, 2008.
- Alžírský pohár: 5

1977, 1986, 1992, 1994, 2011
- Alžírský Super Pohár: 1

1992

## Internetové stránky
JS Kabylie HOMEPAGE